# Observatoire astronomique du Mont Viseggi
L'Observatoire astronomique du Mont Viseggi est un observatoire astronomique italien situé sur le mont homonyme surplombant La Spezia, aux coordonnées 44° 07′ 59,44″ N, 9° 47′ 25,08″ E et à 347 m d'altitude. Son code MPC est 126 Monte Viseggi,.
L'observatoire a été construit en 1984 par l'Association des astrophiles de la Spezia, exploitant les structures abandonnées de plusieurs postes antiaériens remontant à la Seconde Guerre mondiale.
L'observatoire est crédité par le Centre des planètes mineures pour la découverte de cinq astéroïdes réalisées entre 1997 et 2000.
L'instrument principal est un télescope Ritchey-Chrétien de diamètre 400 mm f/8.

## Découvertes
| (10211) La Spezia  | 6 septembre 1997 |
| (18928) Pontremoli | 25 août 2000     |
| (36033) Viseggi    | 19 juillet 1999  |
| (58672) Remigio    | 28 décembre 1997 |